# Evel Rabbati
Evel Rabbati  (hébreu : אבל רבתי, français : le grand [traité] sur le deuil) est un des traités mineurs édités dans le Talmud de Babylone à la suite de l’ordre Nezikin. Il traite du deuil dans le judaïsme.  Il est aussi connu sous le nom de Semahot par euphémisme.
Le traité date au plus tard du XIIIe siècle et comporte 14 chapitres, la Halakha et les coutumes envers les mourants, les suicides et les exécutés, les coutumes de deuil et d'enterrement.

## Description
Le traité est divisé en 14 chapitres, et cette division date du XIIIe siècle au plus tard, puisque Mordekhaï ben Hillel le cite par chapitres. Il comporte des instructions sur le traitement des mourants et des morts, depuis le début de l'agonie jusqu'à l'aménagement de la tombe qui reçoit la dépouille. De nombreux exemples tirés de la pratique courante sont cités. Un grand nombre d' aggadah sont également incluses. Dans l'ensemble, il fournit un matériel pour l'étude des antiquités orientales et des anciennes pratiques juives, permettant la vérification des faits historiques et la compréhension du développement des coutumes juives.
Le texte actuel est altéré par de nombreuses corrections, de sorte que sa forme originale ne peut être déterminée. Les commentateurs ont apporté des corrections sur la base d'une comparaison critique, ou ont attiré l'attention sur les modifications.